# جاباني
جاباني (أيضًا دزاباني) هي قرية في مقاطعة شماخى في أذربيجان. تشكل القرية جزءًا من بلدية إكينجي جاباني.
كانت هذه المنطقة موقعًا لمعركة حاسمة عام 1500 عندما استجاب حوالي 7,000 من قوات القزلباش المكونة من قبائل أوستاكلو وشاملو وروملو وتيكيلو وذولكادر وأفشار وقاجار وفرسك، لدعوة إسماعيل الأول وساروا ضد حاكم شروانشاه فاروخ يسار، وتم تأسيس الدولة الصفوية في نهاية المطاف.